# Upplands runinskrifter 958
Upplands runinskrifter 958 är ett vikingatida runstensfragment av ljusröd finkornig granit i Villinge, Danmarks socken och Uppsala kommun. Runstensfragmentet återfinns på ett gravfält. Ristningen har en mycket ovanlig form med ett band med runor tvärs över stenen.
Stenen sprängdes 1869 och användes som fyllning till en järnvägsbro över Sävjaån. Runsten U 957 mätte ursprungligen ungefär 1,65 gånger 1,2 gånger meter. Det bevarade fragmentet är emellertid 0,75 gånger 0,54 meter stort. Dessutom finns endast sju runor bevarade på fragmentet. Runhöjden är 8 centimeter.

## Inskriften
Translitterering av runraden:
[...tr ' sihniuta · is þita kiarþi sun · hans s]ihuiþr ' [runa þurhutr · risti]
Normalisering till runsvenska:
[Æf]tiʀ Signiuta es þetta. Gærði sunn hans Sigviðr runaʀ. Þorgautr risti.
Översättning till nusvenska:
Efter Signjute är detta. Hans son Sigvid gjorde runorna. Torgöt ristade.
Inskriften meddelar alltså att "Sigvid gjorde runorna" och "Torgöt ristade". Detta betyder troligen att Sigvid dels bestämde innehållet samt överfört det till runor och att Torgöt, alltså efter Sigvids förslag, utfört själva ristandet.